# Pohlia Falls
Die Pohlia Falls sind markante Wasserfälle auf Südgeorgien im Südatlantik. Sie liegen am Kopfende des Husdal auf der Route zwischen dem inzwischen ausgetrockneten Gulbrandsen Lake und dem Husvik Harbour in der Busen-Region.
Das UK Antarctic Place-Names Committee benannte sie 2013 nach dem Weißlichen Pohlmoos (Pohlia wahlenbergii, auch bekannt als Wahlenbergs Pohlmoos), das in diesem Gebiet verbreitet ist.